# Ada Hegerberg
Ada Martine Stolsmo Hegerberg (Molde, 1995. július 10. –) aranylabdás norvég női válogatott labdarúgó, aki az Olympique Lyon játékosa.

## Pályafutása

### Klubcsapatokban
A Sunndal csapatában nevelkedett testvérével, Andrine Hegerberggel. 2010-ben követte őt a Kolbotn csapatához. Az itt töltött időszaka alatt mesterhármast szerzett a Røa csapata ellen, ezzel ő lett a legfiatalabb aki három gólt szerzett a bajnokságban. Az év fiatal játékosa lett. 2012-ben követte nővérét a Stabæk csapatához. A szezon során 18 mérkőzésen lépett pályára és ezeken 25 gólt szerzett. Május 11-én öt gólt szerzett a Fart csapata ellen.
2013-ban nővérével a német Turbine Potsdam játékosai lettek. Az SC Freiburg ellen góllal mutatkozott be a bajnokságban. 2014 nyarán a francia Olympique Lyon csapatához igazolt. Első szezonjában 22 bajnoki mérkőzésen 26 gólt szerzett, valamint megnyerték a bajnokságot és kupát. A 2015–16-os szezonban megvédték bajnoki és kupa címüket és ezt kiegészítették az UEFA Női Bajnokok Ligája győzelemmel. A bajnokságban 33 góllal, míg a Bajnokok Ligájában 13 góllal lett gólkirály. A következő két szezon során kétszer a bajnokságot és a Bajnokok Ligáját nyerték meg, a kupát egyszer. 2016–17-es szezonban Eugénie Le Sommerrel együtt 20 góllal lettek társ gólkirályok, míg 2017–2018-ban egyedül szerzett 31 gólt. Ebben az idényben a nemzetközi kupában 15 gólt szerezve lett ismét gólkirály. 2018. december 3-án megkapta az első női aranylabdát.

### A válogatottban
Részt vett a 2011-es U19-es női labdarúgó-Európa-bajnokságon, ahol a döntőben maradtak alul a németek ellen.
A 2012-es U20-as női labdarúgó-világbajnokságon a negyeddöntőig jutottak, Észak-Korea és Kanada elleni csoportmérkőzéseken volt eredményes.
2011. november 19-én mutatkozott be a felnőtt válogatottban az Északír női labdarúgó-válogatott ellen. A 2013-as női labdarúgó-Európa-bajnokságon csoportgyőztesként jutottak tovább és a negyeddöntőben Spanyolország ellen gólt szerzett, majd a döntőben Németország ellen kaptak ki.
A Kanadában megrendezett 2015-ös női labdarúgó-világbajnokságon Thaiföld és Elefántcsontpart elleni csoportmérkőzésen is eredményes volt. 2017-ben visszavonult a válogatottságtól.
2022 márciusában bejelentette, hogy öt év után visszatér a nemzeti csapathoz, és mesterhármassal mutatkozott be a Koszovó elleni vb-selejtezőn.

## Statisztika
2022. május 29-i állapotnak megfelelően.
| Klub             | Szezon           | Bajnokság           | Bajnokság | Bajnokság | Kupa  | Kupa  | Nemzetközi | Nemzetközi | Összesen | Összesen |
| Klub             | Szezon           | Osztály             | Mérk.     | Gólok     | Mérk. | Gólok | Mérk.      | Gólok      | Mérk.    | Gólok    |
| ---------------- | ---------------- | ------------------- | --------- | --------- | ----- | ----- | ---------- | ---------- | -------- | -------- |
| Kolbotn          | 2010             | Toppserien          | 9         | 3         | 0     | 0     | —          | —          | 9        | 3        |
| Kolbotn          | 2011             | Toppserien          | 21        | 12        | 1     | 0     | —          | —          | 22       | 12       |
| Kolbotn          | Összesen         | Összesen            | 30        | 15        | 1     | 0     | —          | —          | 31       | 15       |
| Stabæk           | 2012             | Toppserien          | 18        | 24        | 5     | 7     | 3          | 2          | 26       | 33       |
| Stabæk           | Összesen         | Összesen            | 18        | 24        | 5     | 7     | 3          | 2          | 26       | 33       |
| Turbine Potsdam  | 2012–13          | Bundesliga          | 11        | 5         | 2     | 0     | 0          | 0          | 13       | 5        |
| Turbine Potsdam  | 2013–14          | Bundesliga          | 14        | 6         | 1     | 1     | 5          | 2          | 20       | 9        |
| Turbine Potsdam  | Összesen         | Összesen            | 25        | 11        | 3     | 1     | 5          | 2          | 33       | 14       |
| Lyon             | 2014–15          | Division 1 Féminine | 22        | 26        | 6     | 7     | 4          | 1          | 32       | 34       |
| Lyon             | 2015–16          | Division 1 Féminine | 21        | 33        | 5     | 8     | 9          | 13         | 35       | 54       |
| Lyon             | 2016–17          | Division 1 Féminine | 22        | 20        | 3     | 3     | 8          | 4          | 33       | 27       |
| Lyon             | 2017–18          | Division 1 Féminine | 20        | 31        | 4     | 7     | 9          | 15         | 32       | 53       |
| Lyon             | 2018–19          | Division 1 Féminine | 20        | 20        | 4     | 2     | 9          | 7          | 29       | 27       |
| Lyon             | 2019–20          | Division 1 Féminine | 13        | 14        | 1     | 0     | 4          | 9          | 17       | 23       |
| Lyon             | 2020–21          | Division 1 Féminine | 0         | 0         | 0     | 0     | 0          | 0          | 0        | 0        |
| Lyon             | 2021–22          | Division 1 Féminine | 15        | 10        | 2     | 1     | 9          | 5          | 26       | 16       |
| Lyon             | Összesen         | Összesen            | 133       | 154       | 25    | 28    | 52         | 54         | 210      | 236      |
| Karrier összesen | Karrier összesen | Karrier összesen    | 206       | 204       | 34    | 36    | 60         | 58         | 300      | 298      |

## Sikerei, díjai

### Klub
- Stabæk
  - Norvég kupa: 2012
- Olympique Lyonnais
  - D1 Féminine (7): 2014–15, 2015–16, 2016–17, 2017–18, 2018–19, 2019–20, 2021–22
  - Francia kupa (5): 2014–15, 2015–16, 2016–17, 2018–19, 2019–20
  - UEFA Női Bajnokok Ligája (6): 2015–16, 2016–17, 2017–18, 2018–19, 2019–20, 2021–22
  - Nemzetközi Bajnokok Kupája győztes: 2019[31]

### Válogatott
- Norvégia U19
  - U19-es női labdarúgó-Európa-bajnokság ezüstérmes: 2011
- Norvégia
  - Női labdarúgó-Európa-bajnokság ezüstérmes: 2013
  - Algarve-kupa bronzérmes: 2013

### Egyéni
- UEFA – Az év női labdarúgója: 2016
- Az év Norvég sportolója: 2016
- FIFA FIFPro World XI: 2016[32]
- BBC – Az év női labdarúgója: 2017[33]
- Női Aranylabda: 2018
- Az Év 100 legjobb női labdarúgója győztes: 2016[34]